# ティトゥス・ラルキウス・フラウス
ティトゥス・ラルキウス・フラウス（ラテン語: Titus Larcius Flavus、生没年不詳）もしくはルフス（ラテン語: Rufus）は、共和政ローマ初期（紀元前6世紀）の政治家、軍人。二度執政官を務め、更にローマで初の独裁官に就任したとされる。

## 経歴

### 最初のコンスルシップ
紀元前501年に執政官に選出されると、浮かれたサビニ人の若者が人を攫って一触即発の事態となり、更にはラティウム同盟が不穏な動きを見せており、初めて独裁官の選出が検討された。リウィウスは、それが本当は何時であったか不明瞭だと言うが、恐らくラルキウスが選出され、その副官にはスプリウス・カッシウス・ウェケッリヌスが任命されたとしている。
ローマ市内では執政官のリクトルはファスケスから斧を外していたが、独裁官のそれは斧をつけたままであり、上訴も行えない為人々に恐れられた。また恐れたのはローマ市民だけでなく、サビニ人も独裁官が置かれた事でローマ側が本気である事を察し、講和を求めてきた。交渉は決裂したものの、交戦は翌年に持ち越された。
ハリカルナッソスのディオニュシオスは、独裁官のシステムをギリシア由来のものと推測している。更に彼によると、ラルキウスが独裁官となったのは紀元前498年だという。

### 二度目のコンスルシップ
紀元前498年にも執政官に選出された。リウィウスによるとこの年は平和だったというが、ディオニュシオスによると少々事情が異なる。
当時、プレブスが戦争によって貧困状態に陥る事が問題視され議論されていたが、元老院は反対を押し切って戦争を強力に推し進めるため、独裁官の設立を検討した。ラルキウスが適任であると考えられたが彼自身は興味を示さず、同僚執政官のクロエリウスが半ば強制的に指名したという。
独裁官となると、副官に(紀元前501年と同じ)カッシウスを指名し、兵役に登録しなければ財産と市民権を没収するとして、成人男性15万700人を数え上げ、年寄りを除く遠征軍を編成した。彼は軍を3つに分け、ラティウム同盟の予想侵攻路に配置したが、その一方で犠牲が出ないに越したことはないと、ラティウム側の諸都市に和平を持ちかけた。そのうちでもローマ最後の王タルクィニウスの一族が亡命していたトゥスクルムはローマ領を荒らそうとしたが、ラルキウスはクロエリウスに精鋭を与えてこれを撃退している。その時捕虜を得たものの、身代金なしで送り返し、そのためにラティウム同盟と一年間の休戦が約された。
これらの事を行ったあと、ラルキウスは誰一人市民を殺すことなく任期を返上したという。ディオニュシオスは、ローマの独裁官は総じてこのような幸運な例が多いが、スッラによってローマ人は独裁官の危険性を初めて認識する事になったのだとしている。

### その後のキャリア
ディオニュシオスによると、彼はその後も紀元前494年のプラエフェクトゥス・ウルビ (ローマの長官)を務めている。更にその年か翌年起こった聖山事件 (プレブスが集団で離脱した事件)では、プレブスの債務解消について元老院で意見が戦わされたが、彼は事態解決のためにその対象を広げるべきだと訴え、それは採用されなかったもののプレブスとの交渉役の一人として選ばれている。
また翌紀元前493年の執政官ポストゥムス・コミニウス・アウルンクスが行ったウォルスキ族に対する軍事行動に従軍し、コリオリ包囲戦で敵の援軍に後背を突かれると、軍の半分を任され包囲を継続し、グナエウス・マルキウス・コリオラヌスの活躍もあって陥落させている。